# Панчук Роман
Роман Панчук (псевдо.: «Заморський», «Мук»; нар. 1921, с. Чорний Потік Надвірнянський повіт, Станиславівське воєводство — пом. 	8 січня 1947, м. Станіслав) — український військовик, командир сотні УПА «Опришки».

## Життєпис
Народився 2 квітня 1922 року в с. Чорний Потік Надвірнянського повіту Станиславівського воєводства (тепер Надвірнянського району Івано-Франківської області) в учительській родині. Після закінчення школи с. Цуцилів навчався у Станиславівській гімназії, вступив до Юнацтва ОУН. Навчання був змушений перервати в лютому 1938 р. У 1941 р. закінчив середню школу в м. Надвірна і двомісячні педагогічні курси в м. Коломия, далі працював офіційно учителем у с. Лісна Тарновиця Надвірнянського повіту, а підпільно — організаційним референтом по роботі з Юнацтвом у Надвірнянському повітовому проводі ОУН. Через загрозу арешту перейшов на нелегальне становище. У липні 1943 р. за завданням ОУН  вступив до дивізії «Галичина», пройшов підстаршинський вишкіл у м. Брно і старшинський — у м. Гайдельберг.
Приїхав додому в жовтні 1943 р. у відпустку, з якої не повернувся в частину, а перейшов у підпілля. На початку 1944 р. скерований до  Калуської округи ОУН для організації відділів УПА. З початку березня до квітня 1944 р. — при Старшинській школі «Олені-1» в рою військово-польової жандармерії, далі — інструктор-вишкільник новоорганізованої сотні «Журавлі» (командир — Юсип Ярослав) та командир чоти. У серпні 1944 р. призначений командиром сотні «Загроза», яка восени увійшла до куреня «Промінь» у Групі «Магура» ВО-4 «Говерля» УПА-Захід.
На початку березня 1945 р. сотня була розбита і 15.03.1945 отримав відпустку за станом здоров'я, а 15.04.1945 відрахований з командного складу Групи «Магура». Переховувався в батьків у с. Лісна Тарновиця, 25.02.1946 вийшов з повинною в Ланчинський РВ НКВС. Влаштувався на роботу до середньої школи вчителем математики в Ланчині, там же арештований 5.08.1946.
Засуджений 5.11.1946 до розстрілу, вирок здійснений 8.01.1947 у Станіславській тюрмі.